# Tofteholmen
La Réserve naturelle de Tofteholmen  est une réserve naturelle norvégienne qui est située dans la municipalité de Asker dans le comté d'Akershus.

## Description
La réserve naturelle est située sur l'îlot de Tofteholmen directement à l'est de la réserve naturelle de Ranvikholmen (sur l'îlot de Ranvikholmen), au sud de la ville de Tofte.
L'île appartient au Norges Naturvernforbund. Elle est au milieu de la région du fjord de Breiangen dans l'Oslofjord extérieur.
L'ensemble de 11,8 ha de Tofteholmen est protégé pour prendre soin de la flore, de la faune et de la géologie de l'île. Certaines parties de Tofteholmen se composent de gabbro rocheux, ainsi que de roches sédimentaires, qui, lorsqu'elles sont altérées, fournissent un bon sol pour les plantes. L'île possède l'une des occurrences les plus variées de plantes vasculaires, de lichens et d'insectes en Norvège. C'est aussi une zone de nidification importante pour les oiseaux marins.
Une colonie de phoques communs vit sur Tofteholmen, Ranvikholmen et Mølen.